# Aulo
Aulo  è un nome proprio di persona italiano maschile.

## Varianti
- Femminili: Aula[3]

## Origine e diffusione
Continua il praenomen romano Aulus, di origine dubbia; tra le ipotesi formulate in proposito si contano:
- dal latino avulus, "nonnino" (diminutivo di avus, "avo", "nonno")[4][5]
- dal latino aula, "palazzo", "cortile"[6]; alcune fonti bollano questa origine come paretimologica[4]
- dal nome etrusco Aule, a sua volte forse da avils, "anno"[4]
- di origini etrusche, ma di etimo ignoto[3] o con il significato di "anziano", "vecchio"[2]
- dal greco αὐλός (aulos), "flauto"[2], "tibia"[6] (da questo termine deriva il latino avulus, omografo del già citato diminutivo di avus, che indica un tipo di conchiglia a forma di flauto)[5]

## Onomastico
L'onomastico ricorre il 29 marzo in memoria di sant'Aulo, vescovo di Viviers e martire sotto i Vandali nel VII secolo.

## Persone
- Aulo Fogar, calciatore italiano

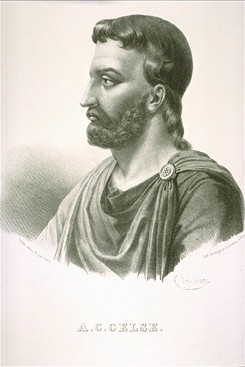
Aulo Cornelio Celso

- Aulo Gelio Lucchi, calciatore italiano
- Aulo Giano Parrasio, filosofo, umanista e scrittore italiano

### Antichi romani
- Aulo Cecina Alieno, politico e militare romano
- Aulo Cecina Severo, politico e generale romano
- Aulo Cornelio Celso, enciclopedista e medico romano
- Aulo Cornelio Cosso, politico e militare romano
- Aulo Didio Gallo, politico e militare romano
- Aulo Gabinio, politico e militare romano
- Aulo Gellio, scrittore e giurista romano
- Aulo Irzio, militare, storico e politico romano
- Aulo Manlio Vulsone Capitolino, politico e militare romano
- Aulo Persio Flacco, poeta satirico romano
- Aulo Plauzio, politico e militare romano
- Aulo Postumio Albino, console romano
- Aulo Postumio Albo Regillense, console romano
- Aulo Terenzio Varrone, politico e militare romano
- Aulo Verginio Tricosto Celiomontano, politico e militare romano
- Aulo Vibenna, condottiero etrusco
- Aulo Virgio Marso, militare romano

## Curiosità
- Aulo Agerio era un nome fittizio usato nei testi di diritto romano per indicare una persona generica (analogamente ai tuttora diffusi Tizio, Caio e Sempronio).